# 固め止め結び

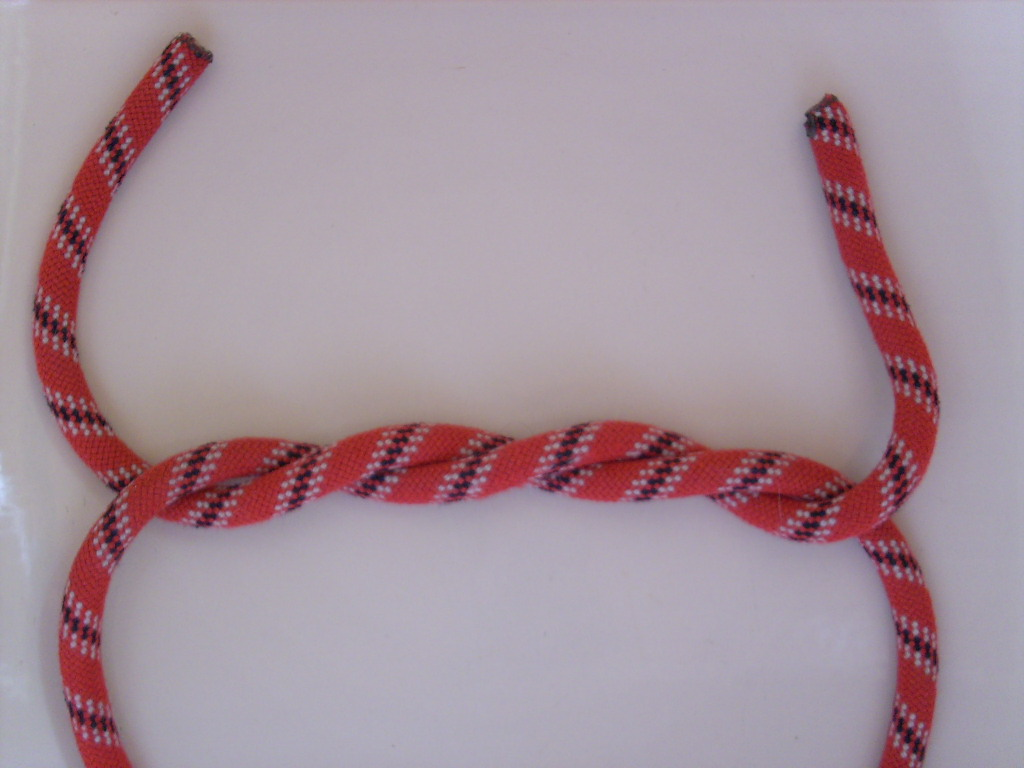
固め止め結び

固め止め結び（かためとめむすび）とは、ロープの中ほどにこぶをつくる結び方（ストッパー・ノット）のひとつ。変形止め結びのひとつ。

## 結び方

固め止め結びの結び方

まず、ロープの結び目をつくりたい位置に小さな輪（ループ）をつくる。次に、通常の止め結びの場合は動端をループに1回通すが、固め止め結びの場合は2回通す。
固め止め結びは、1本のロープの端同士に外科結びを施すために1回目に端同士を絡ませた状態と同じである。

## 特徴・用途
使い方は止め結びと同様であるが、止め結びより大きなこぶができる。
また、太さの異なる紐同士を結んでつなげるとき、端の部分を重ねてそこに固め止め結びをつくることによって2つの紐を結びつけることができる。これはフライフィッシングにおいてティペットとリーダーをつなげるときに使える。
通常の止め結びと同様ほどけにくくなることがある。